# Pseudohyaleucerea picta
Pseudohyaleucerea picta là một loài bướm đêm thuộc phân họ Arctiinae, họ Erebidae.